# دیزایر سگبه آزانکپو
دیزایر سگبه آزانکپو (انگلیسی: Désiré Segbé Azankpo؛ زادهٔ ۶ مهٔ ۱۹۹۳) بازیکن فوتبال اهل بنین است.
از باشگاه‌هایی که در آن بازی کرده‌است می‌توان به باشگاه فوتبال بایرن مونیخ ۲، باشگاه فوتبال دینامو بخارست و باشگاه فوتبال اولدهام اتلتیک اشاره کرد.
وی همچنین در تیم ملی فوتبال بنین بازی کرده‌است.